# Julián de Zulueta y Amondo
Julián de Zulueta y Amondo (Anúcita, Álava, 9 de enero de 1814 - La Habana, 4 de mayo de 1878) fue un emprendedor, traficante de esclavos y político español. Zulueta, que mantuvo negocios de trata clandestina con la reina regente María Cristina de Borbón, recibió el título nobiliario de i marqués de Álava. Además, fue una de las personas más acaudaladas de Cuba, territorio español por entonces, siendo su fortuna obtenida en parte por la trata de negros.

## Biografía
Nacido en Anúcita (Álava) el 9 de enero de 1814, hijo de Domingo Timoteo de Zulueta Salcedo, y de Manuela Estefanía de Amondo Barañano, una familia de agricultores alaveses. Se estableció en La Habana en 1832 a petición de su tío Tiburcio de Zulueta y Salcedo, el cual no tenía descendencia, y del cual heredó su primeros negocios.
Estuvo casado tres veces: Su primera esposa Francisca de los Dolores Samá y de la Mota, con la que tuvo cuatro hijos, Josefa, Salvador, Eduardo y Ernesto, su segunda esposa Juliana Ruiz de Gámiz y Zulueta con la que tuvo 2 hijos y la tercera esposa Juana María Ruiz de Gámiz y Zulueta.con la que tuvo cinco hijos más.
Fue suegro de Francisco Romero Robledo.. Fue nombrado primer marqués de Álava y primer vizconde de Casablanca, títulos creados expresamente por Alfonso XII. Tiene una calle dedicada en La Habana, donde se encuentra la Embajada de España.
Falleció a la edad de 64 años de un accidente con su caballo, dejando una de las mayores fortunas de España a su tercera mujer y a sus once hijos.

## Negocios

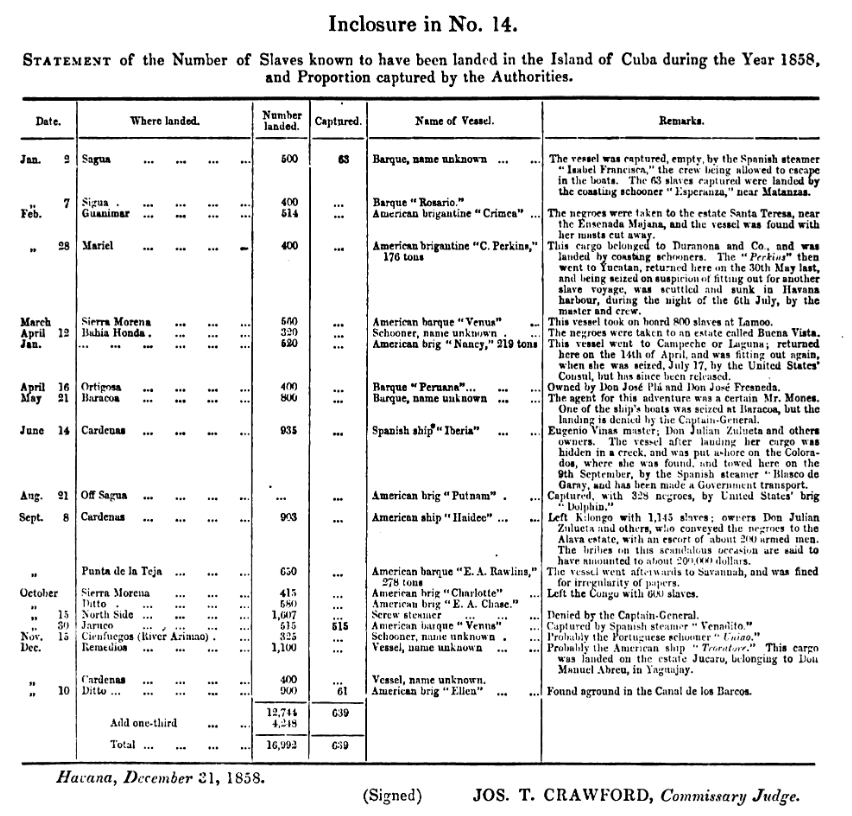
Buque negrero "Haidee", propiedad de Julián Zulueta, José Plá Monge y otros

Zulueta se convirtió en pocos años en el más importante productor de azúcar, tratante de esclavos y empresario de otras facetas.
Fue una persona muy influyente en el ámbito político, siendo consejero de Hacienda del gobierno colonial; cónsul del Real Tribunal de Comercio; presidente de la Comisión Central de Colonización y de las Juntas de la Deuda, Hacendados y Propietarios; alcalde de La Habana en 1864 y 1876; coronel de voluntarios; senador vitalicio del Reino; diputado a Cortes por Álava; accionista del Banco Hispano Colonial; presidente del Casino Español de La Habana y Gran Cruz y Comendador de la orden de Isabel la Católica. 

## Descendencia
Su hijo, Ernesto de Zulueta y Samá, fue varias veces elegido diputado en las Cortes Generales por la circunscripción de La Habana. Era primo de Andrés de Isasi Zulueta, i marqués de Barambio.
Sus nietos, Enrique y Julián Zulueta, jugaron en la Real Sociedad en la década de 1920, jugando Enrique en la demarcación de portero. Posteriormente, Julián se dedicó a la banca, apoyando la lucha contra el dictador cubano Fulgencio Batista. El tercer hermano, Antonio, fue director del Festival de Cine de San Sebastián.
El cineasta Iván Zulueta es bisnieto suyo.